# هوهنبرگ، جنوب اتریش
هوهنبرگ   (به آلمانی: Hohenberg) یک منطقهٔ مسکونی در اتریش است که در ناحیه لیلینفلد واقع شده‌است. هوهنبرگ   ۱٬۶۳۸ نفر جمعیت دارد.

## خواهرخوانده
شهر هوهنبرگ ان در اگر خواهرخواندهٔ هوهنبرگ   هست.